# バークにまかせろ
『バークにまかせろ』（原題：Burke's Law）は、1963年から1965年までアメリカ合衆国・ABCテレビで放送されたテレビドラマ。全3シーズン、81回。
元々は「ディック・パウエル・ショー」で放映されたエピソードが好評だったことからテレシリーズ化されたものである。主人公バークは第1・2シーズンでは刑事だったが、第3シーズンからスパイに設定が変更した（タイトルも「エイモス・バーク」に変更）。1994年には続編『新・バークにまかせろ』が制作された。こちらはCBSテレビが放送した。
日本では、1964年1月7日から1965年6月4日まで日本テレビで毎週火曜日20:00 - 20:56→金曜日21:00 - 21:56で放送された。その後「エイモス・バーク」が1966年7月3日から同年10月23日まで、同局の日曜21:30 - 22:30に放送された。『新・バークにまかせろ』はNHK-BSで放送された。
「バークにまかせろ」時代の日本の提供は、ソニーと帝人の二社提供だったが、末期は旭光学（「アサヒペンタックス」名義。現：リコーイメージング）の一社提供に変更、「エイモス・バーク」時代はブリヂストンとソニーの二社提供だった。

## あらすじ
ロサンゼルス市警察殺人課の刑事でビバリーヒルズに住む大富豪でもあるエイモス・バークが、数々の難事件を解決する。

## 特徴
主人公エイモス・バークはプレーボーイで女性にもてるにもかかわらず、口調は女言葉を使う。これは原語の設定でなく、若山弦蔵のアイデアによる吹き替えである。

## キャスト
- エイモス・バーク：ジーン・バリー（吹替：若山弦蔵）
- ティム・ティルソン：ゲイリー・コンウェイ（吹替：金内吉男）
- レスター・ハート：レジス・トミー（吹替：早野寿郎）
- ヘンリー：レオン・ロントック（吹替：愛川欽也）
- グロリア・エイムズ：エレン・オニール（吹替：林京子）